# Francisco Risiglione
Francisco Risiglione (n. 18 ianuarie 1917, Rosario, Provincia Santa Fe, Argentina – d. 28 iulie 1999) a fost un boxer ce a reprezentat Argentina, medaliat olimpic. A participat la o ediție a Jocurilor Olimpice (1936) în care a câștigat o medalie de bronz.

## Participări
Lista de mai jos prezintă principalele competiții la care a participat Francisco Risiglione de-a lungul carierei.
- boxing at the 1936 Summer Olympics – light heavyweight[*]